# Tatarischer Steppen-Ahorn
Der Tatarische Steppen-Ahorn (Acer tataricum), auch Tataren-Ahorn, Steppen-Ahorn oder Feuer-Ahorn genannt, ist die einzige Pflanzenart der Sektion Ginnala in der Gattung Ahorne (Acer) innerhalb der Familie Seifenbaumgewächse (Sapindaceae).

## Beschreibung

### Vegetative Merkmale
Der Steppen-Ahorn wächst als laubabwerfender Strauch oder Baum, der Wuchshöhen von 3 bis 8 Metern, selten bis über 12 Meter erreicht. Der Stammdurchmesser erreicht über 40 Zentimeter. Die Rinde der Zweige ist stets kahl. Die Borke ist grau und rau mit eiförmigen oder gerundeten Lentizellen. Die kleinen Winterknospen besitzen fünf bis zehn Paare sich dachziegelartig überlappender Schuppen, deren Ränder behaart sind.
Die gegenständig an den Zweigen angeordneten Laubblätter gliedern sich in Blattstiel und -spreite. Der Blattstiel weist eine Länge von 1 bis 5 Zentimetern auf. Die Blattspreite ist mit einer Länge von 5 bis 10 Zentimeter und einer Breite von 3 bis 6 Zentimeter eiförmig bis elliptisch. Die Blattspreite ist bei adulten Exemplaren ungelappt oder mit zwei kleineren Seitenlappen gelappt oder grob gezähnt, die Jugendblätter sind oft drei- bis fünflappig bis -spaltig. Die Lappen sind spitz bis zugespitzt. Der Blattrand ist unregelmäßig einfach bis meist doppelt gesägt. Die Blattspitze ist spitz bis zugespitzt, die Spreitenbasis ist herzförmig bis abgerundet oder gestutzt. Oberseits ist die Spreite kahl und hellgrün, unterseits ist sie anfangs auf den Nerven behaart. Im Herbst färben sich die Blätter gelb bis rot-orangefarben.

### Generative Merkmale
Acer tataricum ist einhäusig monözisch. Es werden endständige, kleine und reichblütige Rispen gebildet. Die Blüten erscheinen etwas nach den Blättern. Die für Acer-Arten relativ kleinen, funktionell eingeschlechtlichen, gestielten und duftenden Blüten sind radiärsymmetrisch und fünfzählig mit doppelter Blütenhülle. Die Blütenstiele sind drüsig, wie auch der Blütenstandsstiel. Die gelblich-grünen, mit einer Länge von 1,5 bis 2 mm eiförmigen fünf Kelchblätter sind an den Rändern zottig behaart. Die fünf länglich-eiförmigen Kronblätter sind weiß-grünlich. Die acht Staubblätter besitzen kahle Staubfäden. Der extrastaminale Diskus ist jeweils kahl. Der Fruchtknoten ist intensiv bis spärlich zottig behaart. Der Griffel ist kahl. Bei männlichen Blüten ist ein Pistillode sowie bis zu 8 leicht vorstehende Staubblätter vorhanden und bei weiblichen Blüten sind Staminodien mit Antheroden vorhanden. Die Narbenäste sind weißlich bis grünlich.
Die Blütezeit liegt in Deutschland im Mai, in China von Mai bis Juni.
Die geflügelten und zweiteiligen Nussfrüchte (Samara) sind insgesamt 25 bis 40 mm lang und 8 bis 10 mm breit. Die zwei geflügelten, einsamigen Teilfrüchte stehen spitzwinklig bis fast parallel zueinander. Die erst drüsig flaumig behaarten, später kahlen Flügel sind 2 bis 3 Zentimeter lang und weisen anfänglich eine rötliche Färbung auf. Die Früchte reifen von September bis Oktober.
Die Chromosomenzahl beträgt 2n = 26.

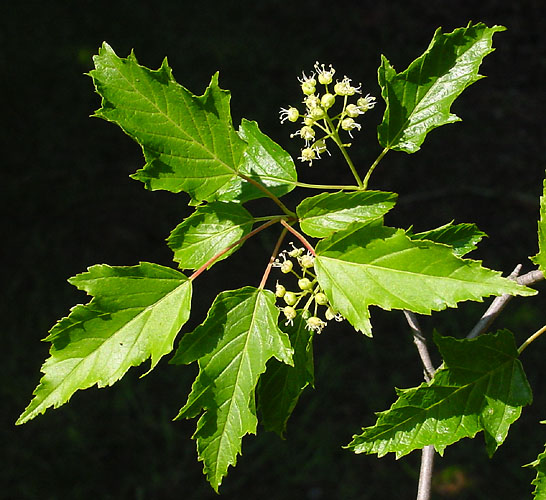
Blütenstände und Laubblätter von Acer tataricum subsp. ginnala

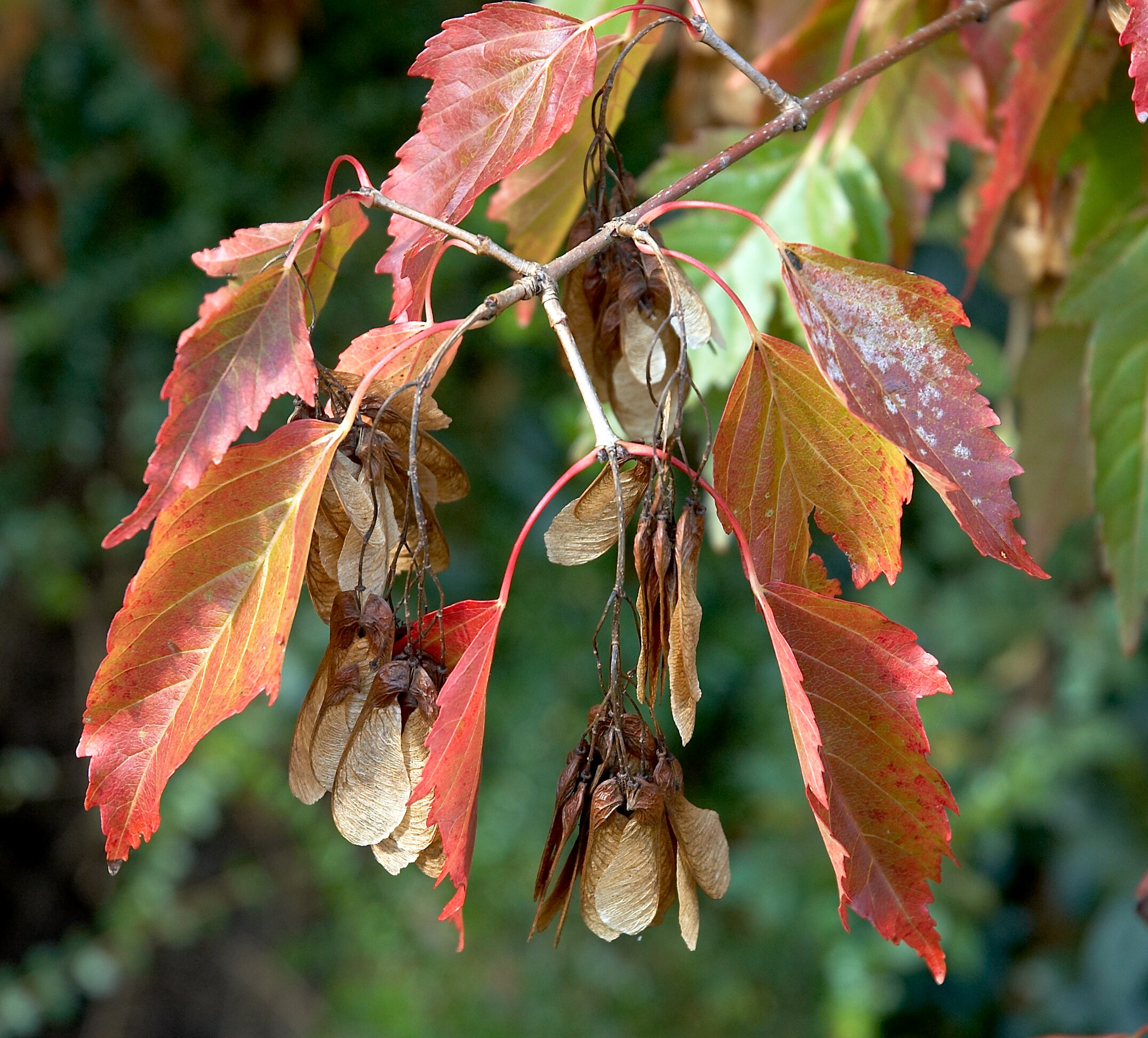
Herbstfärbung von Acer tataricum subsp. ginnala

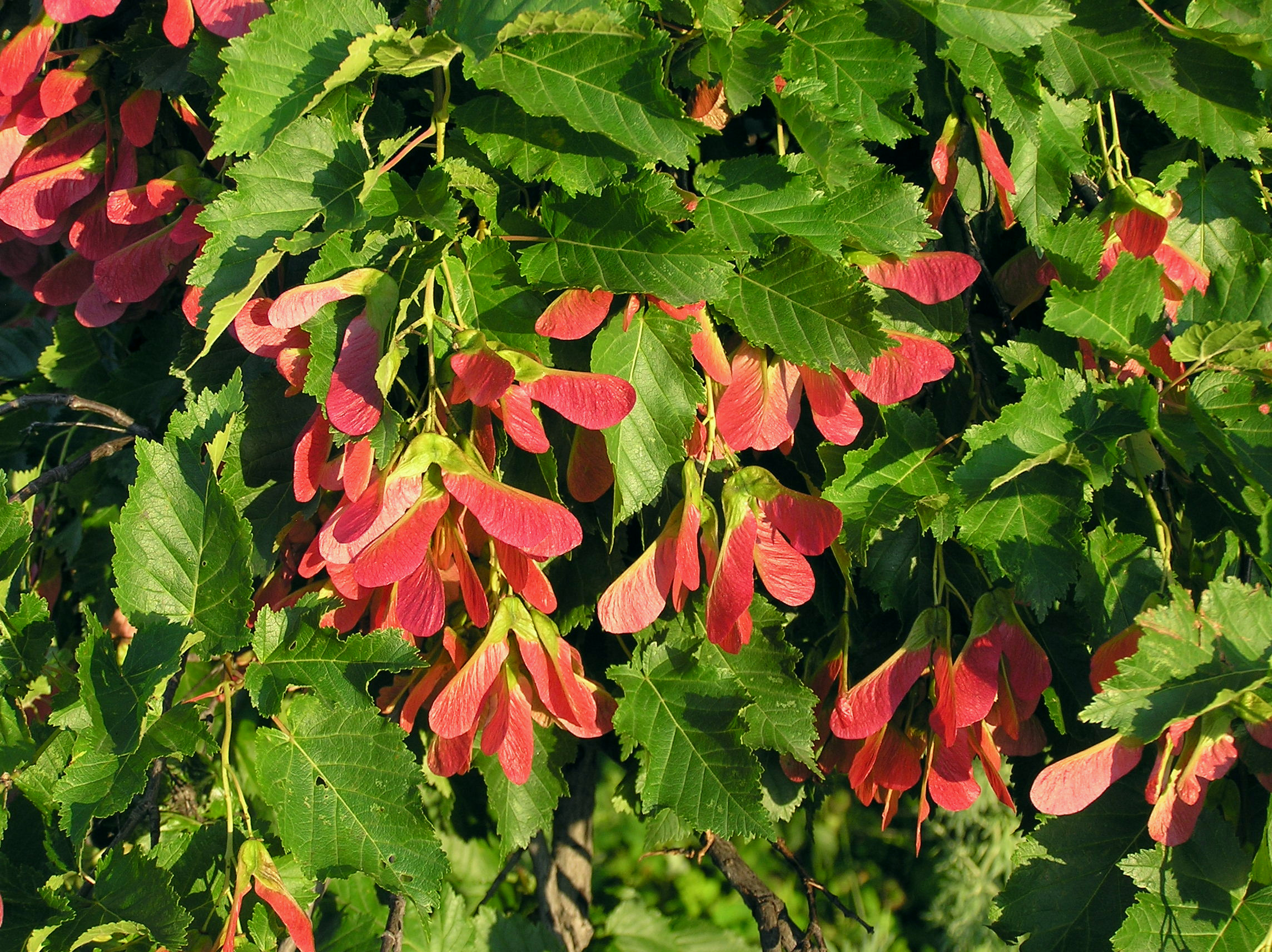
Früchte

## Systematik
Der Artname Acer tataricum wurde 1753 durch Carl von Linné in Species Plantarum, 2, S. 1054 erstveröffentlicht. Acer tataricum ist die einzige Art der Sektion Ginnala Nakai innerhalb der Gattung Acer. Die Systematik ist je nach Verfasser uneinheitlich, sodass manche Unterarten auch als eigene Art aufgeführt werden. Letztendlich ist es ein Artenkomplex, bei dem unter künstlichen Bedingungen oder in den kleinen Überlappungsgebieten Hybridisierung vorkommen kann, obwohl die Unterarten normalerweise geographisch getrennt sind. Vor allem die Unterart Acer tataricum subsp. ginnala wird häufig als eigene Art betrachtet, siehe auch Feuer-Ahorn.
Piet C. de Jong fasste 1996 Acer tataricum im weiteren Sinne auf und unterschied vier Unterarten:
- Acer tataricum L. subsp. tataricum

Die Nominatform kommt in Ost-Mitteleuropa (Österreich, Ungarn), Südosteuropa (Rumänien, Serbien), Osteuropa (Ukraine (inklusive Krim), Südrussland), Georgien, Armenien, der Ost-Türkei und Aserbaidschan vor.
- Acer tataricum subsp. aidzuense (Franch.) P.C. de Jong, Syn.: Acer tataricum var. aidzuense Franch.

Bei dieser Unterart treten, wenn Seitenläppchen, dann deutlich weitere neben den zwei Seitenläppchen auf. Man findet sie auf den vier Hauptinseln Japans.
- Feuer-Ahorn oder Amur-Ahorn (Acer tataricum subsp. ginnala (Maxim.) Wesmaer, Syn.: Acer ginnala Maxim.)

Der Amur-Ahorn hat mit 4 bis 8 cm kleinere Blätter und zusätzliche Läppchen an den Mittel- und Seitenlappen, es gibt teilweise jedoch auch ungelappte Blätter. Der Rand ist scharf und grob doppelt gesägt. Der Blattstiel ist mit 1,5 bis 4 cm länger als bei Acer tataricum subsp. tataricum und die Oberseite ist glänzend dunkelgrün und unterseits hellgrün. Die Herbstfärbung ist deutlicher ins karminrot gehend. Die gelblichweißen Blüten stehen zu etwa 50 in einem Blütenstand. Die Flügel sind parallel oder im spitzen Winkel und klebrig. Diese Unterart kommt in Ost-Sibirien, der Südost-Mongolei, China (Gansu, Hebei, Heilongjiang, Henan, Jilin, Liaoning, Innere Mongolei, Shaanxi, Shanxi), Nordkorea und Japan vor.
- Acer tataricum subsp. semenovii (Regel & Herder) Pax, Semenow-Ahorn, Syn.: Acer semenovii Regel & Herder

Der Semenow-Ahorn wird mit bis zu 5 m deutlich kleiner. Auch die Blätter sind mit 1 bis 3 (bis 5) cm × 1 bis 3 cm kleiner als bei den anderen Unterarten, dafür aber leicht ledrig. Er blüht bereits im April und hat größere (3 bis 3,5 cm) Früchte. Er kommt im Nord-Iran, Turkmenistan, Nord-Afghanistan, Tadschikistan, Kirgisistan, im Tianshan-Gebirge und in Südost-Kasachstan (Balchaschsee-Region) vor. Dort findet er sich in der Steppe bis in offene Wälder, in Tälern und Schotterhängen in Höhenlagen zwischen 700 und 3000 Meter.
- Acer tataricum subsp. theiferum (W.P.Fang) Y.S.Chen & P.C. de Jong

Besitzt sehr dünne Blätter und ist auf der Blattunterseite behaart. Diese Unterart findet sich im südlichen Verbreitungsgebiet in China: Anhui, Nord-Guangdong, Henan, Hubei, Jiangsu, Jiangxi, Shaanxi und Zhejiang. Der taxonomische Status ist unklar, sie wird auch als Synonym zur Unterart Acer tataricum subsp. ginnala angesehen.

## Nutzung
Die kräftige Herbstfärbung von Acer tataricum ist optisch ansprechend, weswegen der Steppen- und der Feuer-Ahorn häufig in Parks und Vorgärten angepflanzt werden. Es gibt diverse Zuchtformen bezüglich der Blattfärbung.
Die jungen Blätter der Unterart Feuer-Ahorn (Acer tataricum subsp. ginnala) werden in China auch als Teeersatz verwendet.